# Стейси Шиф
Стейси Шиф (на английски: Stacy Schiff) е американска писателка.

## Биография
Тя е родена на 26 октомври 1961 година в Адамс, Масачузетс. През 1982 година получава бакалавърска степен в колежа „Уилямс“ в Уилямстаун, след което работи като редактор, литературен критик и публицист. Става известна с няколко биографични книги – за Антоан дьо Сент Екзюпери, Бенджамин Франклин, Вера Набокова, Клеопатра VII. За книгата „Вера“ получава награда „Пулицър“ през 2000 година.